# Bernd Wegener (Soziologe)
Bernd A. Wegener (*  2. November 1944 in Swinemünde) ist ein deutscher Sozialwissenschaftler und emeritierter Professor für Soziologie an der Humboldt-Universität zu Berlin.

## Leben
Ab 1966 studierte Wegener Psychologie, Philosophie, Soziologie, und Literaturwissenschaft an den Universitäten Freiburg, München und Hamburg. In Hamburg erwarb er 1971 das Diplom in Psychologie und promovierte dort 1975 mit einer philosophischen, von Reiner Wiehl und Hugo Schmale betreuten Arbeit über die Wissenschaftstheorie der Sozialwissenschaften.
Danach war er Projektleiter, seit 1979 Wissenschaftlicher Leiter am Zentrum für Umfragen, Methoden und Analysen (ZUMA) in Mannheim. Mit einer Arbeit zum Sozialprestige habilitierte er sich 1986 an der Universität Mannheim für die Fächer Soziologie und Sozialpsychologie. Nach Forschungsarbeiten in den Jahren 1986–1987 am Max-Planck-Institut für Bildungsforschung in Berlin erhielt er 1987 eine Professur für Soziologie am Institut für Soziologie der Universität Heidelberg. 1993 wechselte er als Professor für Soziologie an die Wirtschafts- und Sozialwissenschaftliche Fakultät der Universität Potsdam, übernahm aber schon im Wintersemester 1993 die Professur für Empirische Sozialforschung am Institut für Sozialwissenschaften der Humboldt-Universität, wo er bis zu seiner Emeritierung im Jahr 2013 wirkte. Seine Nachfolge trat der deutsche Soziologe Johannes Giesecke an. Wegener war von 2006 bis 2008 Prodekan und 2008–2012 Dekan der Philosophischen Fakultät III der Humboldt-Universität. Seit seiner Emeritierung ist er dort als Senior Advisor (Senior Professor) tätig.
Wegener gründete 1995 das Zentrum für empirische Sozialforschung (ZeS) am Institut für Sozialwissenschaften der Humboldt-Universität und 1998 die Gesellschaft für empirische Sozialforschung und Kommunikation (GeSK), sowie als Ausgründung der Humboldt-Universität 2012 das Survey Research & Evaluation Institut (SR&E).
Wegener ist Forschungsprofessor am Deutschen Institut für Wirtschaftsforschung (DIW). Er erhielt 2009 die Ehrendoktorwürde der Eötvös-Loránd-Universität (ELTE), Budapest.

## Forschung
Seine Forschungsschwerpunkte sind Ungleichheit, soziale Schichtung und Mobilität, soziale Gerechtigkeitsforschung, Architektursoziologie, Methoden der empirischen Sozialforschung und Evaluationsforschung. Von 1991 bis 2008 leitete er das International Social Justice Project (ISJP), eine 12-Länderstudie über Einstellungen zur sozialen, ökonomischen und politischen Gerechtigkeit.  Seit 2015 betreut er das Healthy Homes Barometer, eine jährliche Querschnittsbefragung zum nachhaltigen Wohnen in Europa. Er ist Autor der in der Umfrageforschung vielfach eingesetzten Magnitude-Prestigeskala beruflicher Tätigkeiten (MPS).

## Schriften
- Die Bewertung von Handlungen aus methodologischer Sicht. In: Neue Hefte für Philosophie. Band 9, 1976, ISSN 0085-3917, S. 97–114.
- als Herausgeber: Social Attitudes and Psychophysical Measurement. Erlbaum, Hillsdale NJ 1982, ISBN 0-89859-083-3.
- Gibt es Sozialprestige? In: Zeitschrift für Soziologie. Band 14, Nr. 3, 1985, S. 209–235, doi:10.1515/zfsoz-1985-0303.
- The Illusion of Distributive Justice. In: European Sociological Review. Band 3, Nr. 1, 1987, S. 1–13, JSTOR:522527.
- Vom Nutzen entfernter Bekannter. In: Kölner Zeitschrift für Soziologie und Sozialpsychologie. Band 39, Nr. 2, 1987, S. 278–301.
- Kritik des Prestiges. Westdeutscher Verlag, Opladen 1988, ISBN 3-531-11943-5.
- Job Mobility and Social Ties: Social Resources, Prior Job, and Status Attainment. In: American Sociological Review. Band 56, Nr. 1, 1991, S. 60–71, JSTOR:2095673.
- Concepts and Measurement of Prestige. In: Annual Review of Sociology. Band 18, 1992, ISSN 0360-0572, S. 253–280, JSTOR:2083454.
- Gerechtigkeitsforschung und Legitimationsnormen. In: Zeitschrift für Soziologie. Band 21, Nr. 4, 1992, S. 269–283, doi:10.1515/zfsoz-1992-0403.
- als Herausgeber mit James R. Kluegel, David S. Mason: Social Justice and Political Change. Public Opinion in Capitalist and Post-Communist States (= Gesellschaften im Wandel. 3). de Gruyter, Berlin u. a. 1995, ISBN 3-11-014541-3.
- mit Guillermina Jasso: Methods for Empirical Justice Analysis: Part 1. Framework, Models, and Quantities. In: Social Justice Research. Band 10, Nr. 4, 1997, ISSN 0885-7466, S. 393–430, doi:10.1007/BF02683292.
- mit Stefan Liebig: Is the “Inner Wall” Here to Stay? Justice Ideologies in Unified Germany. In: Social Justice Research. Band 13, Nr. 2, 2000, S. 177–197, doi:10.1023/A:1007549923948, (Wiederabdruck in: Perry 6, Gerald Mars (Hrsg.): The Institutional Dynamics of Culture. The New Durkheimians. Band 1. Ashgate, Farnham u. a. 2008, ISBN 978-0-7546-2617-6, S. 595–615).
- Die Psychophysik des Wohnens. In: Manfred Hegger, Caroline Fafflok, Johannes Hegger, Isabell Passig: Aktivhaus. Das Grundlagenwerk. Vom Passivhaus zum Energieplushaus. Callwey, München 2013, ISBN 978-3-7667-1902-7, S. 43–46.
- mit Guillermina Jasso: An Empirically Based Just Linear Income Tax System. Journal of Mathematical Sociology, 46, 195–225, 2022,  doi:10.1080/0022250X.2020.1859501.
- mit Peter Schmidt: Wellbeing at Home: A Mediation Analysis of Residential Satisfaction, Comfort, and Home Attachment. Journal of Housing and the Built Environment, 39, 103–131, 2024, doi:10.1007/s10901-023-10068-4.